# Карстен Браш
Карстен Браш (нім. Karsten Braasch; нар. 14 липня 1967) — колишній німецький тенісист.
Найвищу одиночну позицію світового рейтингу — 38 місце досяг 13 червня 1994, парну — 36 місце — 10 листопада 1997 року. Здобув 6 парних титулів. Найвищим досягненням на турнірах Великого шолома були чвертьфінали в парному розряді. Завершив кар'єру 2005 року.

## Кар'єра

### Одиночний розряд: 1 (1 поразка)
| Легенда (одиночний розряд) |
| Великий шлем (0)           |
| Tennis Masters Cup (0)     |
| Серія Мастерс ATP (0)      |
| Тур ATP (1)                |

| Результат | W/L | Дата     | Турнір                                         | Покриття | Суперник       | Рахунок  |
| --------- | --- | -------- | ---------------------------------------------- | -------- | -------------- | -------- |
| Поразка   | 0–1 | Чер 1994 | Rosmalen Grass Court Championships, Нідерланди | Трава    | Ріхард Крайчек | 3–6, 4–6 |

### Парний розряд: 9 (6–3)
| Результат | W/L | Дата     | Турнір                | Покриття  | Партнер                          | Суперники                     | Рахунок                 |
| --------- | --- | -------- | --------------------- | --------- | -------------------------------- | ----------------------------- | ----------------------- |
| Перемога  | 1.  | Чер 1997 | Gerry Weber Open      | Трава     | Міхаель Штіх                     | Девід Адамс Маріус Барнард    | 7–6, 6–3                |
| Перемога  | 2.  | Лип 2001 | Swedish Open          | Ґрунт     | Єнс Кніппшильд                   | Сімон Аспелін Ендрю Кратцманн | 7–6(7–3), 4–6, 7–6(7–5) |
| Перемога  | 3.  | Вер 2001 | Hong Kong Tennis Open | Тверде    | Андре Са                         | Петр Лукса Радек Штепанек     | 6–0, 7–5                |
| Перемога  | 4.  | Лют 2002 | Milan Indoor          | Килим     | Андрій Ольховський               | Жюльєн Бутте Максим Мирний    | 3–6, 7–6(7–5), [12–10]  |
| Перемога  | 5.  | Кві 2002 | Estoril Open          | Ґрунт     | Ольховський Андрій Станіславович | Сімон Аспелін Ендрю Кратцманн | 6–3, 6–3                |
| Перемога  | 6.  | Вер 2003 | BCR Open Romania      | Ґрунт     | Саргис Саргсян                   | Сімон Аспелін Джефф Кутзе     | 7–6(9–7), 6–2           |
| Поразка   | 1.  | Кві 1997 | Hong Kong Tennis Open | Тверде    | Джефф Таранго                    | Мартін Дамм Даніель Вацек     | 3–6, 4–6                |
| Поразка   | 2.  | Тра 1997 | BMW Open              | Ґрунт     | Єнс Кніппшильд                   | Пабло Альбано Алекс Корретха  | 6–3, 5–7, 2–6           |
| Поразка   | 3.  | Жов 1997 | Базель                | Килим (i) | Джим Грабб                       | Тім Генман Марк Россе         | 6–7, 7–6, 6–7           |

### Матч проти сестер Вільямс
Браш брав участь у змаганні «Битви статей» проти сестер Вільямс — Вінус та Серени — на Відкритому чемпіонаті Австралії 1998 року, коли він займав 203 місце в рейтингу. Один журналіст описав Браша як «людину, чий тренувальний режим зосереджувався навколо пачки сигарет і більше ніж декількох пляшках крижаного пива». Тим не менш, він переміг обох сестер, зігравши по одному сету проти кожної, з рахунком 6–1 (Серена) і 6–2 (Вінус). Брашу на той момент було тридцять років, а Вінус і Серені — сімнадцять і шістнадцять відповідно.